# 彼得森 (明尼蘇達州)
彼得森（英語：Peterson）是一個位於美國明尼蘇達州菲爾莫爾縣的城市。

## 人口
根據2020年美國人口普查的數據，彼得森的面積為1.28平方千米，當中陸地面積為1.23平方千米，而水域面積為0.05平方千米。當地共有人口234人，而人口密度為每平方千米183人。